# Tour de Suisse 1988
Die 52. Tour de Suisse fand vom 14. bis 23. Juni 1988 statt. Sie wurde in zehn Etappen über eine Distanz von 1793 Kilometern ausgetragen.
Gesamtsieger wurde der Österreicher Helmut Wechselberger. Die Rundfahrt startete in Dübendorf mit 135 Fahrern, von denen 89 Fahrer am letzten Tag in Zürich ins Ziel kamen.

## Etappen
| Etappe     | Tag      | Start – Ziel           | km         | Etappensieger        | Gesamtwertung        |
| ---------- | -------- | ---------------------- | ---------- | -------------------- | -------------------- |
| 1. Etappe  | 14. Juni | Dübendorf – Düberndorf | 127,5      | Stephan Joho         | Stephan Joho         |
| 2. Etappe  | 15. Juni | Dübendorf – Zofingen   | 185        | Werner Stutz         | Leo Schönenberger    |
| 3. Etappe  | 16. Juni | Zofingen – Kandersteg  | 217        | Acacio da Silva      | Acacio da Silva      |
| 4. Etappe  | 17. Juni | Kandersteg – Bulle     | 210        | Maurizio Fondriest   | Acacio da Silva      |
| 5. Etappe  | 18. Juni | Bulle – Leukerbad      | 199        | Luc Roosen           | Acacio da Silva      |
| 6. Etappe  | 19. Juni | Sierre – Leukerbad     | 18,5 (BZF) | Jean-Claude Leclercq | Helmut Wechselberger |
| 7. Etappe  | 20. Juni | Leukerbad – Locarno    | 207        | Francesco Cesarini   | Helmut Wechselberger |
| 8. Etappe  | 21. Juni | Locarno – Chur         | 247        | Steve Bauer          | Helmut Wechselberger |
| 9. Etappe  | 22. Juni | Chur – Schaffhausen    | 201,5      | Stephan Joho         | Helmut Wechselberger |
| 10. Etappe | 23. Juni | Schaffhausen – Zürich  | 280,5      | Urs Freuler          | Helmut Wechselberger |